# Ahmed Daher
Ahmed Daher (17 ottobre 1982) è un ex calciatore gibutiano, di ruolo attaccante.
Ahmed è il capocannoniere nonché capitano della nazionale gibutiana. Ha debuttato nella partita contro l'Uganda nel 2007. Ha giocato tre partite di qualificazione per i mondiali di calcio del 2010.